# 북잇수다
《북잇수다》는 대한민국의 TV조선의 프로그램이다. 프로그램 이름을 만들 땐 다른 곳에서 사용중인지 미리 알아봤을 텐데, 책커뮤니티 북잇수다의 이름을 동일하게 사용하여 비난을 받고 있다. 우리의 삶과 가장 밀착되어 있는 이슈들을 담고 있는 책을 소개하는데 그치지 않고, 책이 던지는 화두를 시작으로 누구나 공감할 수 있는 쉽고 진솔한 이야기를 나누는 프로그램이다.

## 방송 시간
- 2013년 1월 14일 ~ 2013년 3월 21일 : 매주 토요일 오전 9시 00분

## 논란
북잇수다는 김영진이라는 청년이 페이스북에서 책커뮤니티로 가장 먼저 그 명칭을 사용했다. TV조선은 이 사실을 무시하고 책커뮤니티의 명칭을 동일하게 사용해서 비난을 받고 있다. 북잇수다 운영자 김영진은 많은 사람들에게 북잇수다가 TV조선과 관련 있느냐는질문을 받으며 고통받고 있으나 TV조선은 아무런 대안도 제시하지 않았다. 북잇수다는 오픈캐스트도 발행하고 있으며 네이버에 전자책카페 이북잇수다로도 운영중이다. TV조선은 순수한 모임 북잇수다의 이름을 똑같이 쓰고도 어떠한 공식적인 해명을 하지 않았다.

### TV조선 북잇수다 홈페이지
- 북잇수다 홈페이지

### 김영진님의 북잇수다 홈페이지
- 북잇수다 커뮤니티 보관됨 2018-01-07 - 웨이백 머신
- 북잇수다 페이스북
- 북잇수다 오픈캐스트
- 이북잇수다 카페